# Demonax luteoposticalis
Demonax luteoposticalis är en skalbaggsart som beskrevs av Maurice Pic 1927. Demonax luteoposticalis ingår i släktet Demonax och familjen långhorningar. Inga underarter finns listade i Catalogue of Life.